# Andrej Panadić
Andrej Panadić (ur. 9 marca 1969 w Zagrzebiu) – piłkarz chorwacki grający na pozycji środkowego obrońcy.

## Kariera klubowa
Panadić urodził się w Zagrzebiu, a karierę piłkarską rozpoczął w tamtejszym Dinamie Zagrzeb. W 1988 roku zadebiutował w pierwszej lidze jugosłowiańskiej. Stał się jego podstawowym zawodnikiem, a od 1991 roku występował z nim w nowo utworzonej pierwszej lidze chorwackiej. Dinamo grało wówczas pod nazwami HAŠK Građanski Zagrzeb, a następnie Croatia Zagrzeb. W 1993 roku Andrej wywalczył mistrzostwo Chorwacji, a w 1994 - Puchar Chorwacji. W barwach Dinama rozegrał 148 meczów i zdobył 14 goli.
Latem 1994 roku Andrej wyjechał do Niemiec i został zawodnikiem drugoligowego Chemnitzer FC. 20 sierpnia zadebiutował w 2. Bundeslidze w przegranym 0:3 wyjazdowym meczu z Fortuną Kolonia. W 1996 roku spadł z Chemnitzer do Regionalligi i następnie trafił do KFC Uerdingen 05. Tam z kolei grał do końca 1997 roku.
W zimowym oknie transferowym 1998 roku Panadić przeszedł do Hamburger SV, grającego w pierwszej lidze Niemiec. W nowej drużynie po raz pierwszy wystąpił 31 stycznia w przegranym 0:3 wyjazdowym spotkaniu z Bayernem Monachium. Przez cztery lata był podstawowym zawodnikiem HSV, z którym w 2000 roku zajął 3. miejsce w lidze.
W 2002 roku Panadić odszedł z HSV do japońskiej Nagoyi Grampus Eight. W J-League grał przez 2,5 roku i latem 2004 zdecydował się zakończyć piłkarską karierę.
| Sezon   | Klub                   | Kraj       | Rozgrywki             | Mecze | Bramki |
| ------- | ---------------------- | ---------- | --------------------- | ----- | ------ |
| 1988/89 | Dinamo Zagrzeb         | Jugosławia | I liga                | 28    | 3      |
| 1989/90 | Dinamo Zagrzeb         | Jugosławia | I liga                | 30    | 4      |
| 1990/91 | Dinamo Zagrzeb         | Jugosławia | I liga                | 18    | 0      |
| 1991/92 | HAŠK Građanski Zagrzeb | Chorwacja  | Prva HNL              | 20    | 0      |
| 1992/93 | Croatia Zagrzeb        | Chorwacja  | Prva HNL              | 29    | 3      |
| 1993/94 | Croatia Zagrzeb        | Chorwacja  | Prva HNL              | 23    | 4      |
| 1994/95 | Chemnitzer FC          | Niemcy     | 2. Fußball-Bundesliga | 32    | 4      |
| 1995/96 | Chemnitzer FC          | Niemcy     | 2. Fußball-Bundesliga | 33    | 2      |
| 1996/97 | KFC Uerdingen 05       | Niemcy     | 2. Fußball-Bundesliga | 31    | 2      |
| 1997/98 | KFC Uerdingen 05       | Niemcy     | 2. Fußball-Bundesliga | 14    | 1      |
| 1997/98 | Hamburger SV           | Niemcy     | Bundesliga            | 13    | 2      |
| 1998/99 | Hamburger SV           | Niemcy     | Bundesliga            | 26    | 2      |
| 1999/00 | Hamburger SV           | Niemcy     | Bundesliga            | 29    | 1      |
| 2000/01 | Hamburger SV           | Niemcy     | Bundesliga            | 24    | 0      |
| 2001/02 | Hamburger SV           | Niemcy     | Bundesliga            | 9     | 0      |
| 2002    | Nagoya Grampus Eight   | Japonia    | J-League              | 22    | 0      |
| 2003    | Nagoya Grampus Eight   | Japonia    | J-League              | 26    | 3      |
| 2004    | Nagoya Grampus Eight   | Japonia    | J-League              | 3     | 0      |

## Kariera reprezentacyjna
W reprezentacji Jugosławii Panadić zadebiutował 20 września 1989 roku w wygranym 3:0 towarzyskim meczu z Grecją. W 1990 roku został powołany przez selekcjonera Ivicę Osima do kadry na Mistrzostwa Świata we Włoszech. Tam był rezerwowym i nie rozegrał żadnego spotkania. W kadrze Jugosławii rozegrał łącznie trzy mecze.

## Kariera trenerska
Latem 2008 roku Panadić został trenerem austriackiego pierwszoligowego klubu LASK Linz. Pod koniec października tamtego roku został zastąpiony przez Klausa Lindenbergera.